# Mahájána

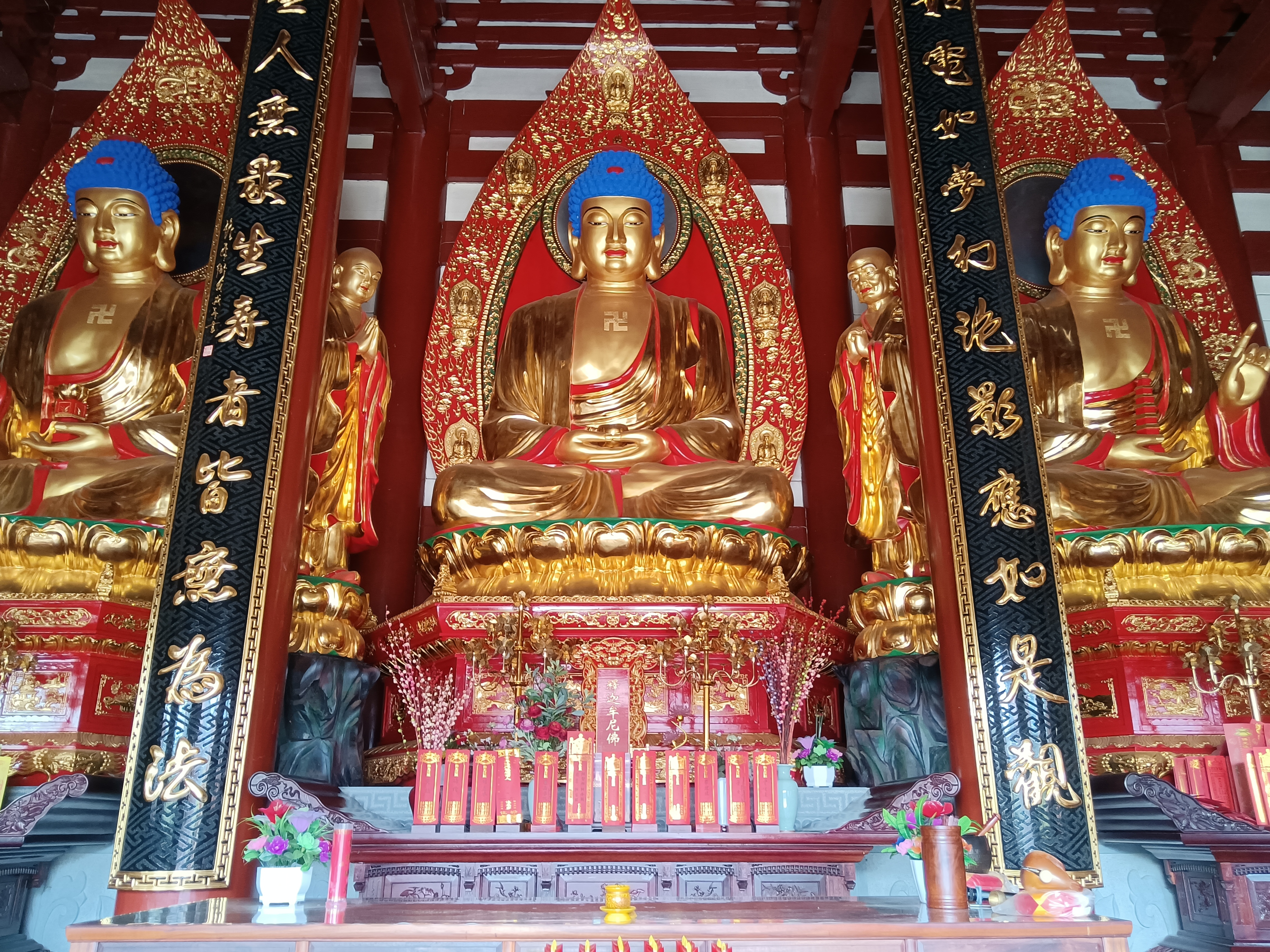
Sochy Amitábhy, Šákjamuniho a Bhaišadžjaguruho v tchajwanském chrámu

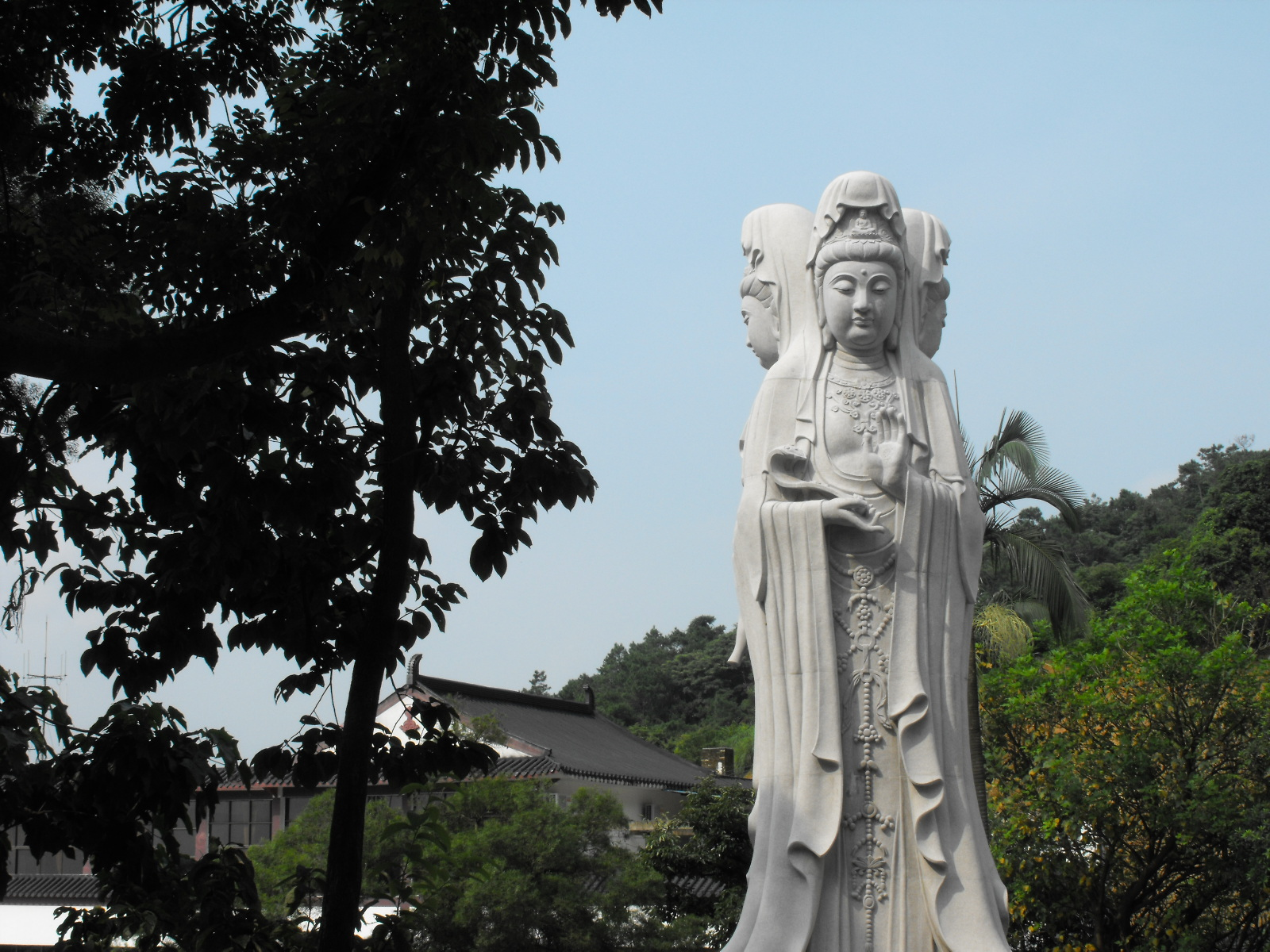
Bódhisattva Kuan-jin

Mahájána (v sanskrtu महायान, mahājāna, čili „velký vůz“ či „velká cesta“) je jedním ze tří hlavních v současnosti existujících směrů buddhismu (dalšími jsou théraváda a vadžrajána). Opírá se o sútry napsané původně v indickém náboženském a filozofickém jazyce sanskrtu. Školy mahájány dominují v zemích Číny, Koreje, Japonska, Tchaj-wanu, Singapuru, Vietnamu, Filipín, Indonésie a Malajsie. K těmto lze připočíst ještě další země s tibetskou formou buddhismu jako Tibet, Mongolsko, Bhútán či Nepál, tedy země s převládající tradicí vadžrajány, která je třetí nejrozšířenější cestou v buddhismu, neboť vadžrajána je tantrickou odnoží mahájány.
Mahájána je dnes nejrozšířenější směr buddhismu, který podle této tradice pochází od samotného Gautamy Buddhy. Historie však určila dobu jeho vzniku na dobu od 1. století př. n. l. až po 1. století našeho letopočtu, kdy se objevil první nejstarší mahájánový text Lotosová sútra, tj. 500 let po parinirváně Gautamy Buddhy, případně už na druhém buddhistickém koncilu ve Vaišálí kolem roku 386 př. n. l., tedy sto let po Buddhově smrti, kdy vzniklo hnutí máhásanghiků, jejichž nauka byla v mnohém podobná pozdějším mahájánovým idejím. Od nového hnutí se distancovali starší mnichové, později se nazývající sthaviravádové (pálijsky théravádinové), nicméně tato datace je sporná, neboť nové hnutí bylo předchůdcem mahájány.

## Učení Buddhy dle mahájány
Podle tradice Gautama Buddha začal předávat poprvé učení druhého cyklu, neboli nauk mahájány šestnáct let po dosáhnutí probuzení. Tento cyklus nauk obsahuje poučení o prázdnosti všech jevů. Nejkratší výklad Buddhy na toto téma se nachází v sútře srdce, kde je řečeno:
- forma je prázdností, prázdnost je formou,
- forma není oddělena od prázdnosti a prázdnost od formy.

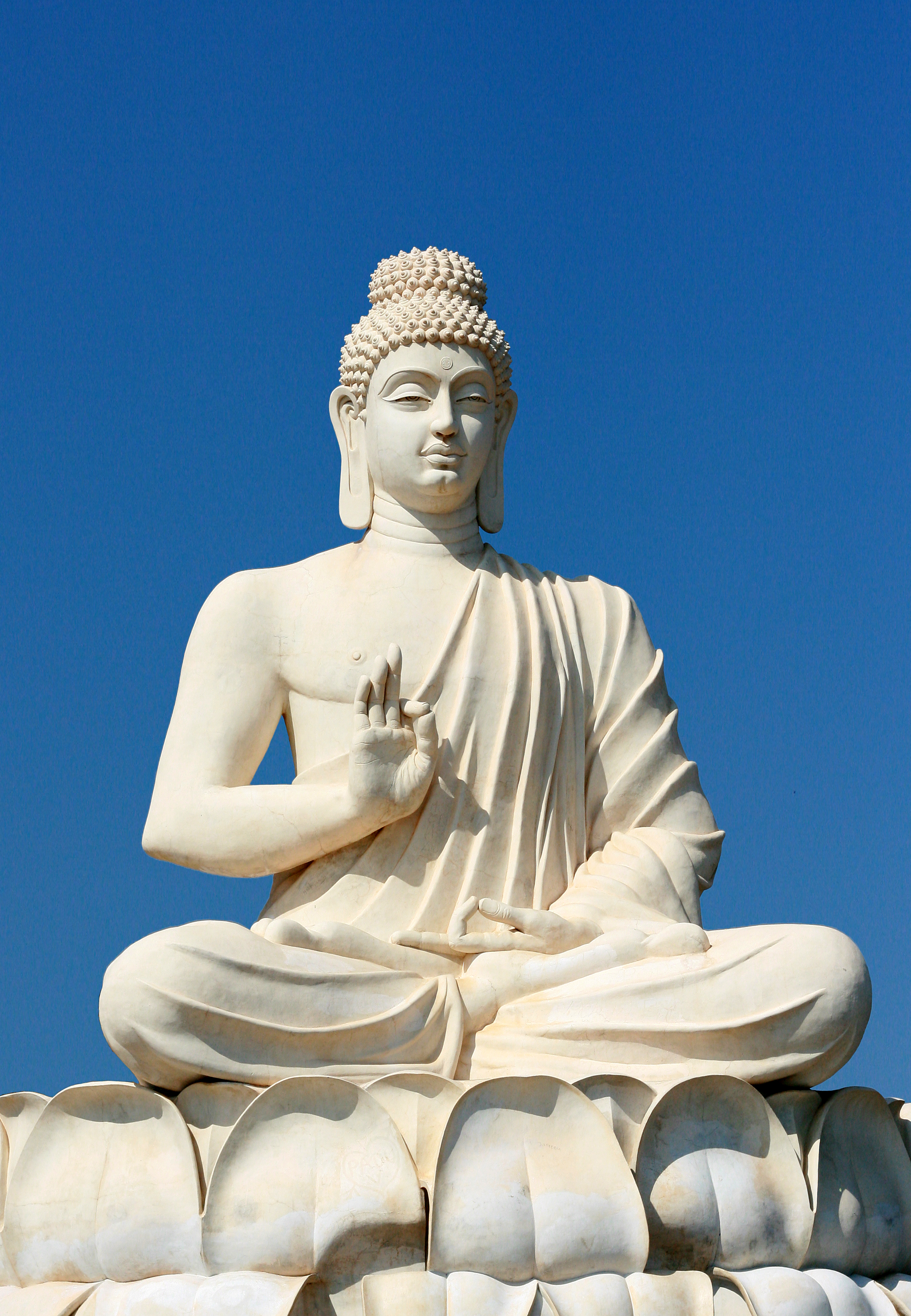
Buddha nedaleko jeskyní Belum v Indii

Dvacet sedm let po dosáhnutí probuzení, v místě zvaném Šrávastí započal Gautama Buddha dle mahájánové tradice předávat učení třetího cyklu, tj. nauky mahájány. Esencí těchto nauk je přirozenost buddhy pronikající všechny bytosti. Neobvykle vyčerpávající výklad na téma třetího cyklu nauk se nachází v textu Uttaratantrašástra. Druhý a třetí cyklus učení je pojmenován mahájána neboli velkým vozidlem a také bódhisattvajána.

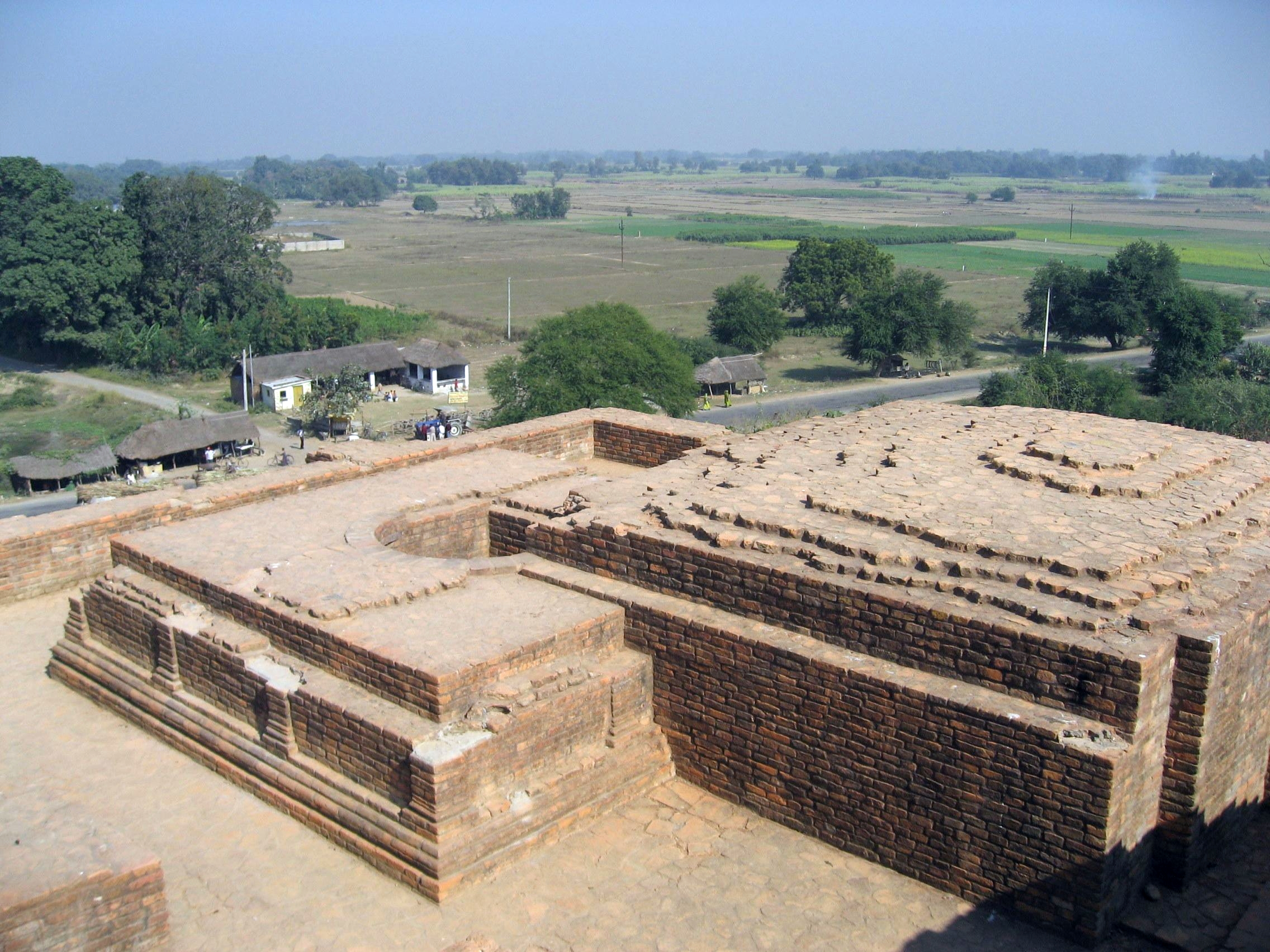
Základy stúpy poblíž Šrávastí

Gautama Buddha podle tradice předpověděl, že 400 let po parinirváně se objeví učitel, jenž předá další nauky o významu prázdnosti. Tímto učitelem se stal Nágárdžuna, který díky meditaci dosáhl dokonalého porozumění významu prázdnosti a napsal na toto téma významná díla. Některé obsahují filozofické základy pro pochopení prázdnoty a jsou výkladem filozofie madhjamaky, jiné pojednávají o praxi meditace, která provází do opravdového pochopení prázdnosti.

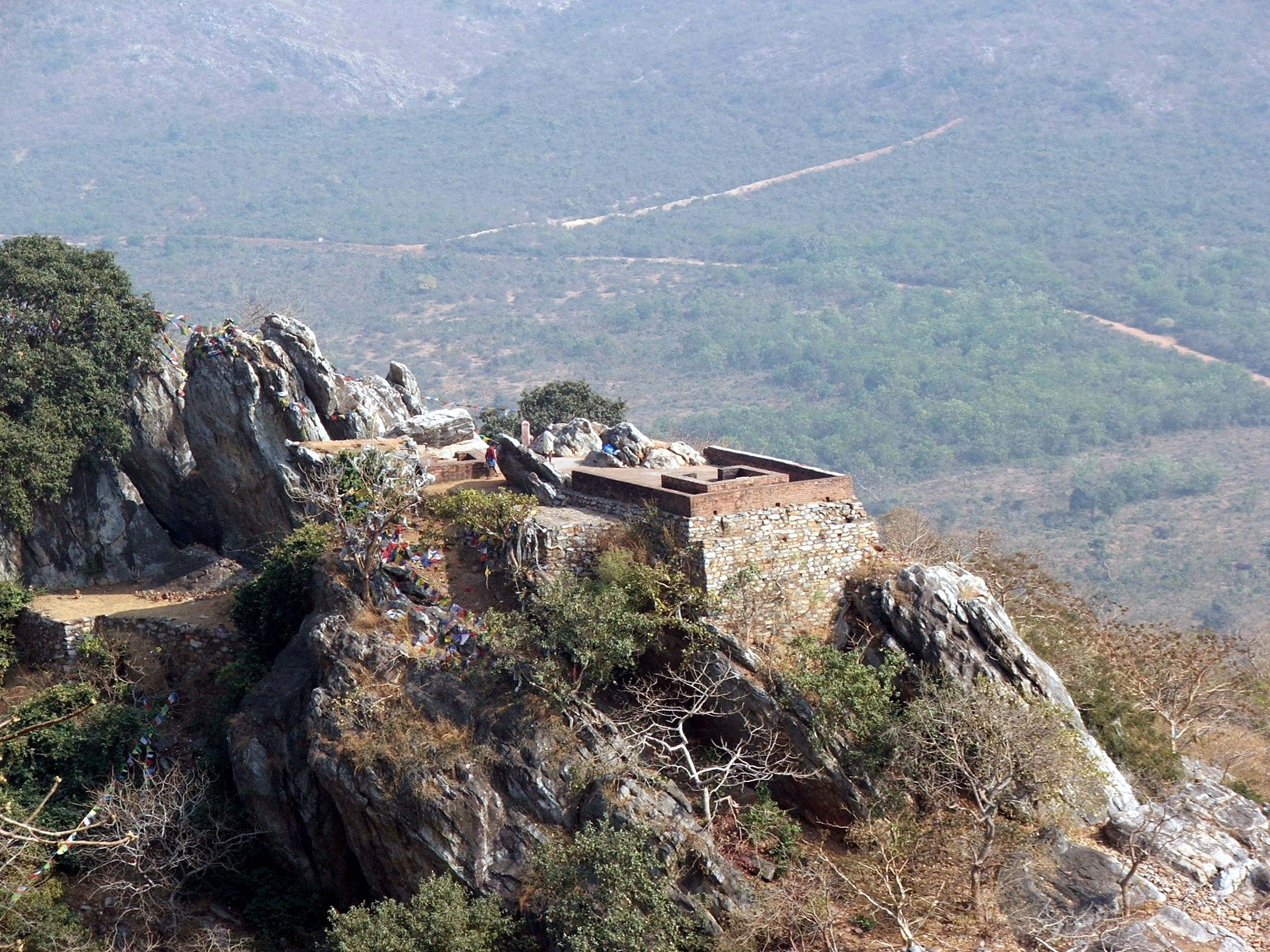
Hora supů (Rádžagaha)

Více než čtyřicet let po dosáhnutí probuzení uvedl Buddha znovu do pohybu kolo nauky a na Hoře supů (skt. Gridhrakúta) poblíž Rádžgiru přednesl jednu z nejdůležitějších súter, sútru lotosu. V přítomnosti nespočetného množství různých cítících bytostí a před skupinou velmi nadaných žáků učil o mnoha metodách, které vedou k dosažení probuzení. Nauky třech vozů (ján) – šrávaků, pratjékabuddhů a bodhisattvů se proto různí, protože jsou přizpůsobeny úrovni bytostí, které je praktikují. Doba, na kterou se datuje jejich objevení, je jen časem jejich projevení. Tato sútra také obsahuje nauky o třech tělech Buddhy a mezi jinými také o Čenrézigovi. Každá ze súter mahájány (podobně hínajána a théraváda) podává místo přednesení, důvod a přítomné osoby. Mahájánu podle tradice učil Gautama Buddha tak jako mnoho buddhů před ním.

## Historie

### Od raného buddhismu k mahájáně
Vítězství tradicionalistů v otázce vinaji nevedlo ke shodě, ale ještě více urychlilo schizma původní buddhistické sanghy. Většina zvaná mahásanghika vystupující proti prvotní tradici arhatů opustila starou tradici (páli. Thera). Rozkol ve společenství se tímto definitivně projevil. Po tomto rozdělení nastupovaly další menší rozkoly, často se uvádí osmnáct škol založených z rozpadu mahásanghy a dvanáct z rozdělení samotné théravády. Po většině zůstaly pouze jména, ale jsou i takové, které zanechaly trvalý odkaz v buddhismu.

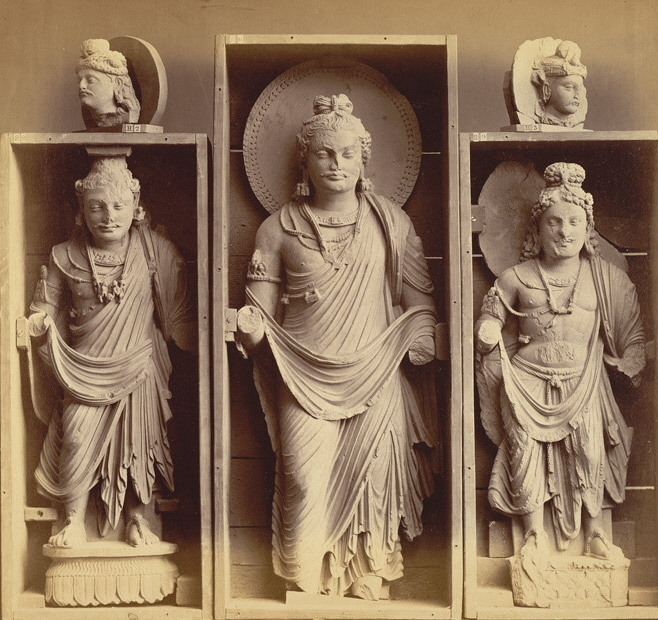
Bódhisattvové z pákistánské provincie Chajbar Paštúnchwá

Základním rozdílem mahájány od hinájány se stal nový vzor – bódhisattva, který je inspirován soucítěním, ale hlavně bódhičittou vůči všem bytostem, na rozdíl od dočasného vzoru arhata théravády, který je zaujat vlastním vysvobozením ze světa samsáry. Tato nová idea bývá oceňována jako přínos mahájány buddhismu, neboť díky tomuto soucítění a důrazu na spásu všech žijících bytostí z něj učinila skutečné světové náboženství. Pomohla učinit z buddhismu, dosud málo přístupného a izolujícího se od světa, zaměřeného jen na vysvobození úzké skupiny mnichů (tvořících uvnitř sanghy elitu podobně jako dříve bráhmani v systému kast v Indii), více otevřené aktivní společenství s revolučním učením, což mu pomohlo v uvedení do mnoha dalších zemí, často kulturně a nábožensky odlišných. S pomocí bódhisattvů nyní mohli vysvobození dosáhnout nejen mnichové, ale i laikové všech společenských vrstev.

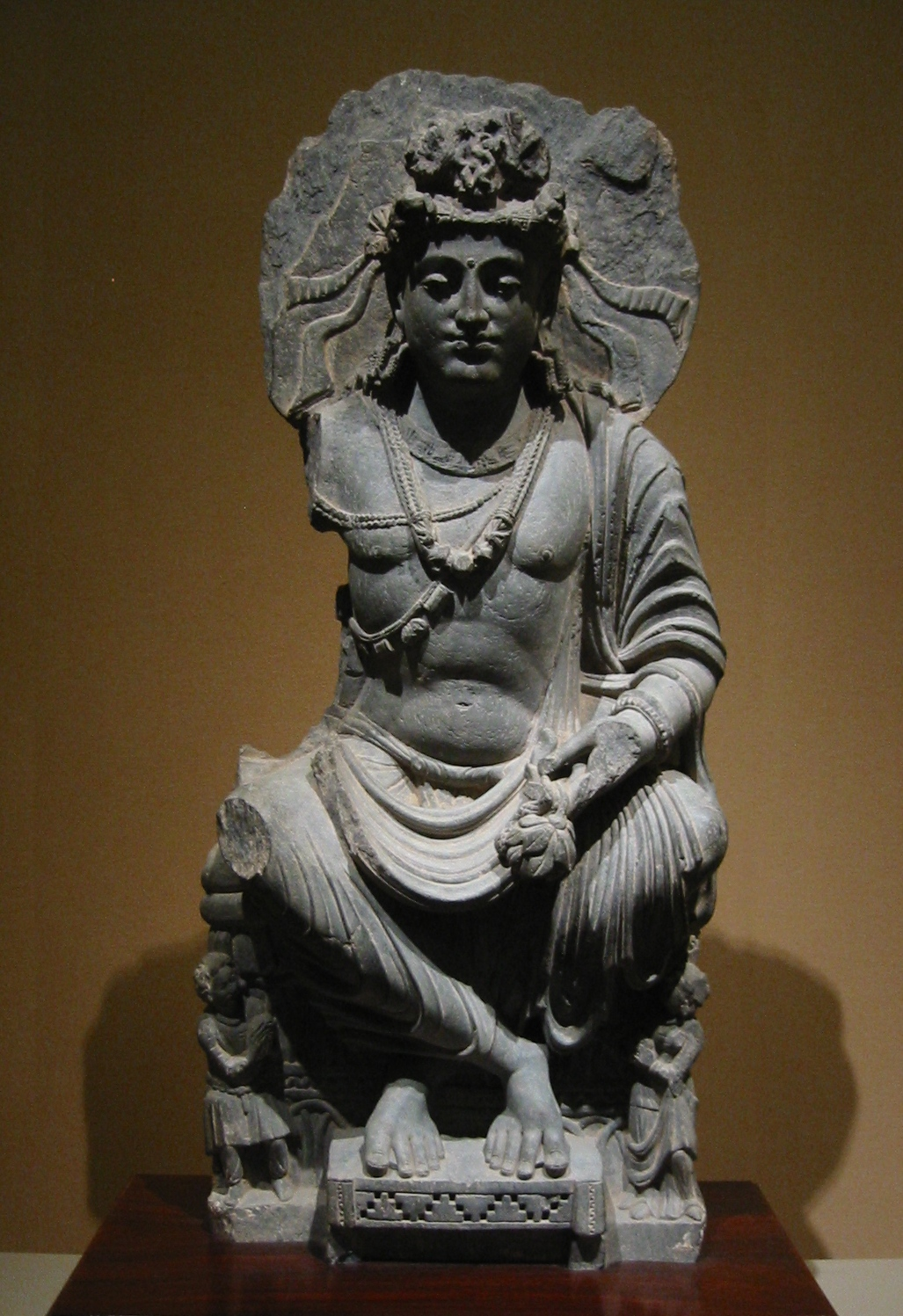
Bódhisattva Maitréja je budoucím buddhou, který se objeví na Zemi poté, co bude zapomenuto učení současného Buddhy. Maitréja je jediným bódhisattvou, kterého uznávají všechny buddhistické školy.

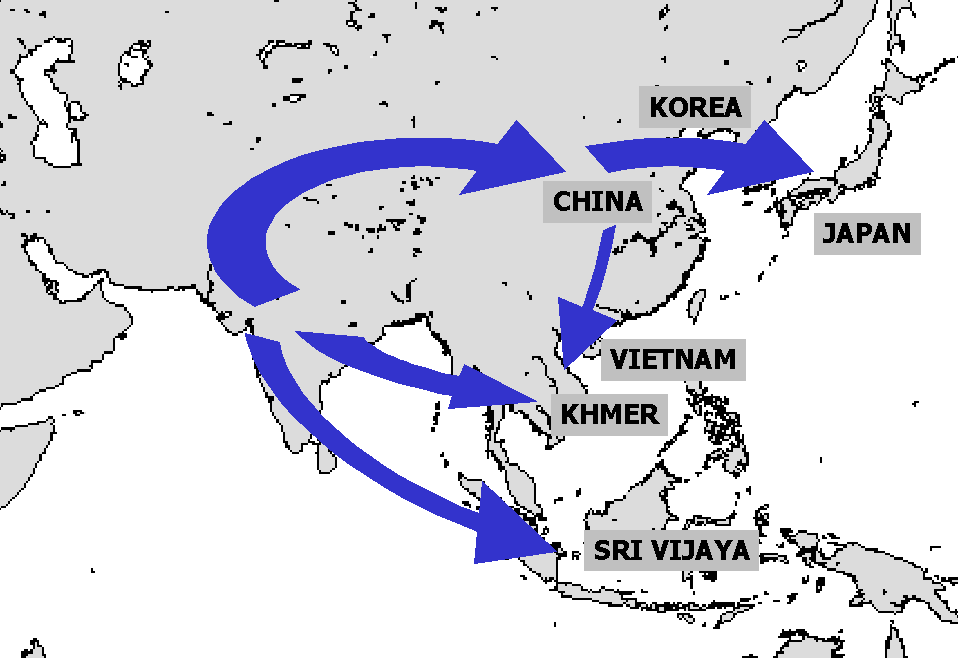
Šíření mahájany

Země, do kterých se mahájána následně rozšířila a ve kterých je v současnosti praktikována jako hlavní směr buddhismu, jsou Čína, Japonsko, Korea, Tchaj-wan a Vietnam, k nim lze připočíst ještě Tibet, Mongolsko, Bhútán a Nepál, tedy země, kde je rozšířena vadžrajána, tantrická forma mahájány. Mahájána se šířila také do zemí Jihovýchodní Asie, ale zde se nakonec prosadila théraváda.
Mezi 2. století př. n. l. a 1. století př. n. l. se začaly vyvíjet nové ideje buddhismu, charakteristické třemi hlavními body:
- 1 – přijímá se idea bódhisattvy.
- 2 – Dokonalost Buddhy.
- 3 – Přijímá se základ filozofie mahájány, nauka o prázdnosti.

Kořen tohoto nového myšlení tkví již ve školách raného buddhismu, které se zmiňují o bódhisattvech, např. sarvastiváda, mahasanghika a sautrantika. Tato poslední škola je považována za počátek pozdější mahájánové školy čittamatra. V té době velikou roli plnila nekanonická literatura, která uváděla nové pojetí, které se později stalo součástí mahájány. Jako důležitá se jeví kniha Mahávastu náležící do školy lokottaravádinů. Tato kniha pojednává o minulých životech Buddhy a hlavně o cestě bódhisattvy, která se stala klíčovou v mahájáně. Další důležitým dílem je Lalitavistára představující dva minulé životy Buddhy až do jeho probuzení a prvního otočení kolem dharmy. Tato patří do tradice sarvastiváda a také představuje spojovací článek mezi raným buddhismem a mahájánou. Postupem času se mahájána rozšířila velice rychle. Zvláště se rozrostl počet buddhů.

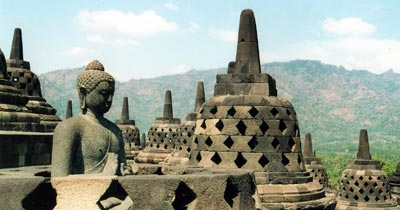
Jedna z mnoha soch Buddhy v indonéském Borobuduru, mezi lety 750–850

Mahájána nevlastní takový kánon jako théraváda. Filozofické školy mahájány byly svázané s konkrétní skupinou textů – súter. Například první filozofická škola madhjamika s Pradžňápáramitá sútrou, druhá čittamatra s Lankávatára sútrou.
Přestože sútry mahájány netvořily jeden kánon, jim připisovaný status byl stejný jako v théravádě. Podle názoru historiků je třeba zdroj mahájány hledat v hínajánových školách Mahásanghy, od které se vyvíjí ideál bódhisattvy, nauka o prázdnotě a nadosobní pojetí, neboli ?nedotíčící? jenom z Šakjamúnim pojmu buddhy. Jistě také v sarvastivádě, kde svoje místo mají nauky o Třech kájích mahájánové texty hovoří o několika způsobech vzniku zdrojů:

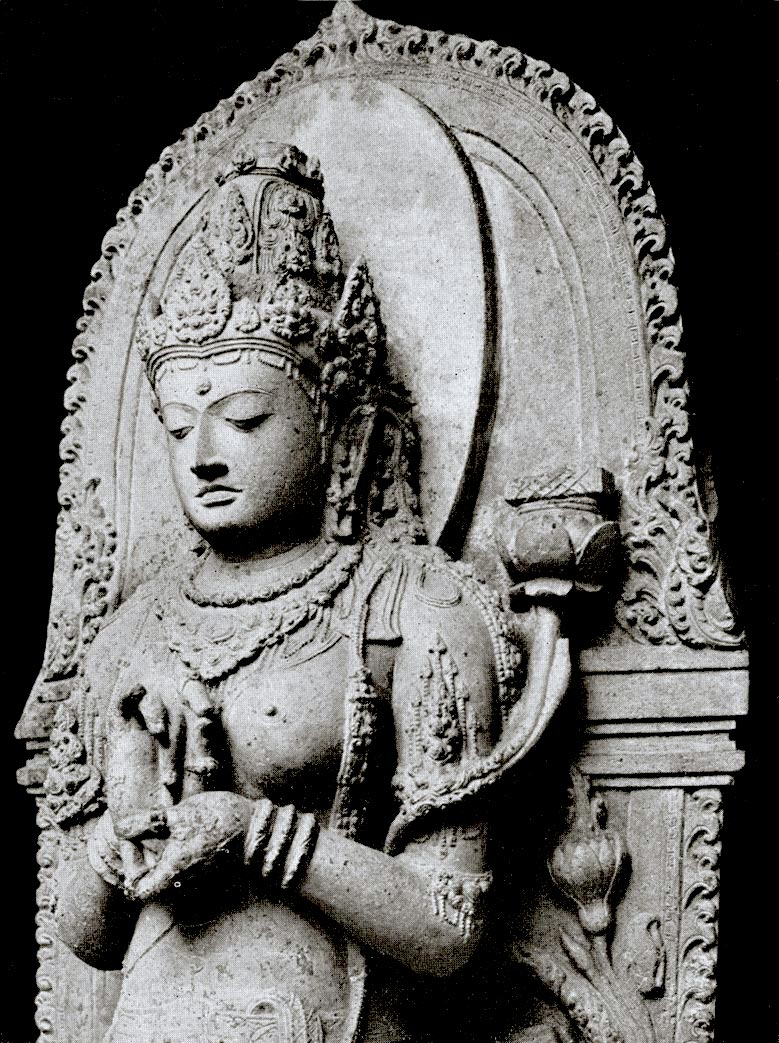
Socha personifikace Pradžňápáramity, Východní Jáva, Indonésie

- Některé sútry byly předány mistrům nacházejícím se v stavu vhledu samotným Buddhou učícím v čistých zemích.
- Gautama Buddha nenechal jasné instrukce k rozpoznání falešných textů. Když krátce před svou parinirvánou byl požádán o radu, jak rozpoznat, který text stanoví slovo Gautama Buddhy, podle tradice odpověděl: „Vše, co je v souladu s Dharmou, je slovem Buddhy.”[6] To otevřelo cestu k vytvoření nových doktrín a textů a tím vzniku mnoha problémů v interpretaci a praxi. Z druhé strany však díky tomu zůstal buddhistický kánon elastický.[7]
- Texty mahájány se začaly objevovat teprve v prvním století před Kristem. Tyto texty se nazývají sútrami, což poukazuje na to, že byly napsány po vyslechnutí nauk samotného Gautamy Buddhy, i když on už fakticky dávno nežil.
- Praktikující následovníci mahájány tento problém vysvětlili tím, že Buddha ještě za svého života předal nauky mahájány pouze několika vybraným žákům.
- Většina lidí následujících Buddhu nebyla připravena na pochopení tak hlubokých nauk Dharmy. Proto byly texty ukryty ve světě nágů až do momentu, kdy by se na zemi objevili lidé, kteří by byli schopni porozumět těmto naukám a také je vysvětlit.[8]

### Dvě tradice nauk o prázdnotě
V mahájáně existují dvě tradice nauk o prázdnotě šúnjata. První tradice je spjata s předáním nauk Dharmy madhjamaky „Prostřední stezka” od Nágárdžuny. Druhá tradice je spjata s předáním nauk Dharmy Čittamatra „esence Buddhy” od Asangy.

### Madhjamaka
Na počátku druhého století v Indii se narodilo mnoho odpovídajících učitelů, a proto se tyto texty vrátily zpět na zemi. Nejdůležitějším učitelem mahájány v té době byl Nágárdžuna, hlavní představitel školy madhjamaka, „Prostřední stezka“, který systematizoval nauky o prázdnotě šúnjata a stezce bódhisattvy. Život Nágárdžuny byl plný významných událostí. Zdrojem informací o něm je dílo, které nese název 'Život bódhisattvy Nágárdžuny' (Bosacuden). Bylo přeloženo Kumáradžívou ze sanskrtu a je zařazeno v padesátém díle Taišó Tripitaky.
Předání Nágárdžuny o „Prostřední stezce“ je pohledem pomáhajícím uvidět podstatu pravdy díky eliminováni všeho, co jí není, čili všech chybujících pohledů a praktik. Toto předání je precizní a vede k poznání podstaty pravdy i přesto, že ji skutečně ještě nepoznalo.
Od nejdůležitějšího díla Nágárdžuny Madhjamaka-karika vychází pozdější název školy madhjamaka. Jeho hlavním žákem se stal Arjadéva.
„Prostřední stezka“ hlásí zásadu nepřijímání extrémů. Buddhapalita, který napsal komentář k Madhjamaka-karice, založil v rámci madhjamaky směr nazvaný Prasang(h)ika (od prasanga – „nechtěné příčiny“). Dalším z velkých madhjamiků Bhaviveka založil směr Svatrantika, který čerpal z Čittamatry. K prvotnímu stylu Nágárdžuny se vrátil Čandrakírti. Do tohoto směru také náleží Šantidéva, autor z jednoho z nejdůležitějších děl mahájány, Bodhičárjavatara („Průvodce na stezce bódhisattvy“).
Velikou roli sehrála filozofie madhjamaky v Tibetu, kde na konci 8. století působil Šántarakšita a jeho učeň Kamalašíla. Reprezentovali školu madhjamaka-jógačára, když sloučili nauky Nágárdžuny s určitými elementy jógačáry. Kamalašíla je také znám disputací s mistry čchan, což se zhodnotilo rozhodnutím o zavedení indického směru nauk Dharmy do Tibetu. V 11. století, které bylo druhým vstupem zavedení nauk Dharmy do Tibetu, získala význam interpretace madhjamaky podle Čandrakírtiho.
Ve stejné době se objevila další interpretace madhjamaky v podání školy Šentong. Od 11. do 14. století se tedy rozvíjely různé školy madhjamaky, které byly v pozdějších časech komentovány v rámci vlastních tradic.

### Čittamatra

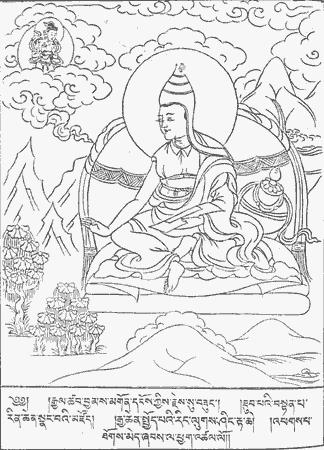
Asanga v diskuzi s Maitréjou

Jak je madhjamaka spojena se jménem Nágárdžuny, tak je Čittamatra spojována s Asangou, který žil ve 4. století a pocházel z bráhmanské rodiny. K buddhismu se Asanga vrátil díky mnichovi ze školy ?mahikasaka?, ale rychle se obrátil k naukám mahájány. Podle tradice získal učení Dharmy přímo od bódhisattvy Maitréji. Dalším zakladatelem je také Vasubandhu, podle různých pramenů mladší bratr Asangy. Nauky Čittamatry („jenom mysl“) i jógačára tvrdí, že vše je pouze mysl. Jevy povstávají ne jako předměty, ale jsou výtvory mysli. Stejným výtvorem jsou také naše smysly. Kromě mysli neexistuje žádná jiná realita, žádný vnější svět, ale co je důležité a rozděluje učení Čittamatry od evropského idealismu je, že neexistuje žádný podmět zkušenosti. Vnímání je efektem působení álaja–vidžňána, která je ústředním bodem Čittamatry.
Předání Asangy o „esenci Buddhy” je velice nápomocné, protože poukazuje na to, jaká má být podstata pravdy. Díky tomu se obě předání velice dobře doplňují a tvoří tak jeden komplexní celek.
Svůj rozvoj v Indii Čittamatra datuje na 6. století, kdy byla centrem jejich učení slavná univerzita v Nálandě.
V okruhu Čittamatry se objevily dva nové směry. První z nich, Faxiang od jména čínského mnicha, a druhý směr, pojmenovaný škola Hosso, do Japonska přinesl japonský mnich Dosho (629–700), jehož žákem se stal Gyogi (667–746). Jejich linie má jméno Tradiční nauky jižního kláštera. Další mnich, Gembo, po pobytu v Číně založil linii pojmenovanou Tradice západního kláštera. Jiná škola ve Walabhi založená díky Gunamati, jejíž nejlepší představitel byl Sthiramati, zkoušela sloučit nauky Čittamatry s pohledy Nágárdžuny. Nejdůležitějším bodem bylo přijetí pojmu šúnjatá. Ze spojení nauk Čittamatry a sautrantiků vznikla škola Dignagiho a Dharmakírtiho

## Rozvoj mahájány

### Čína

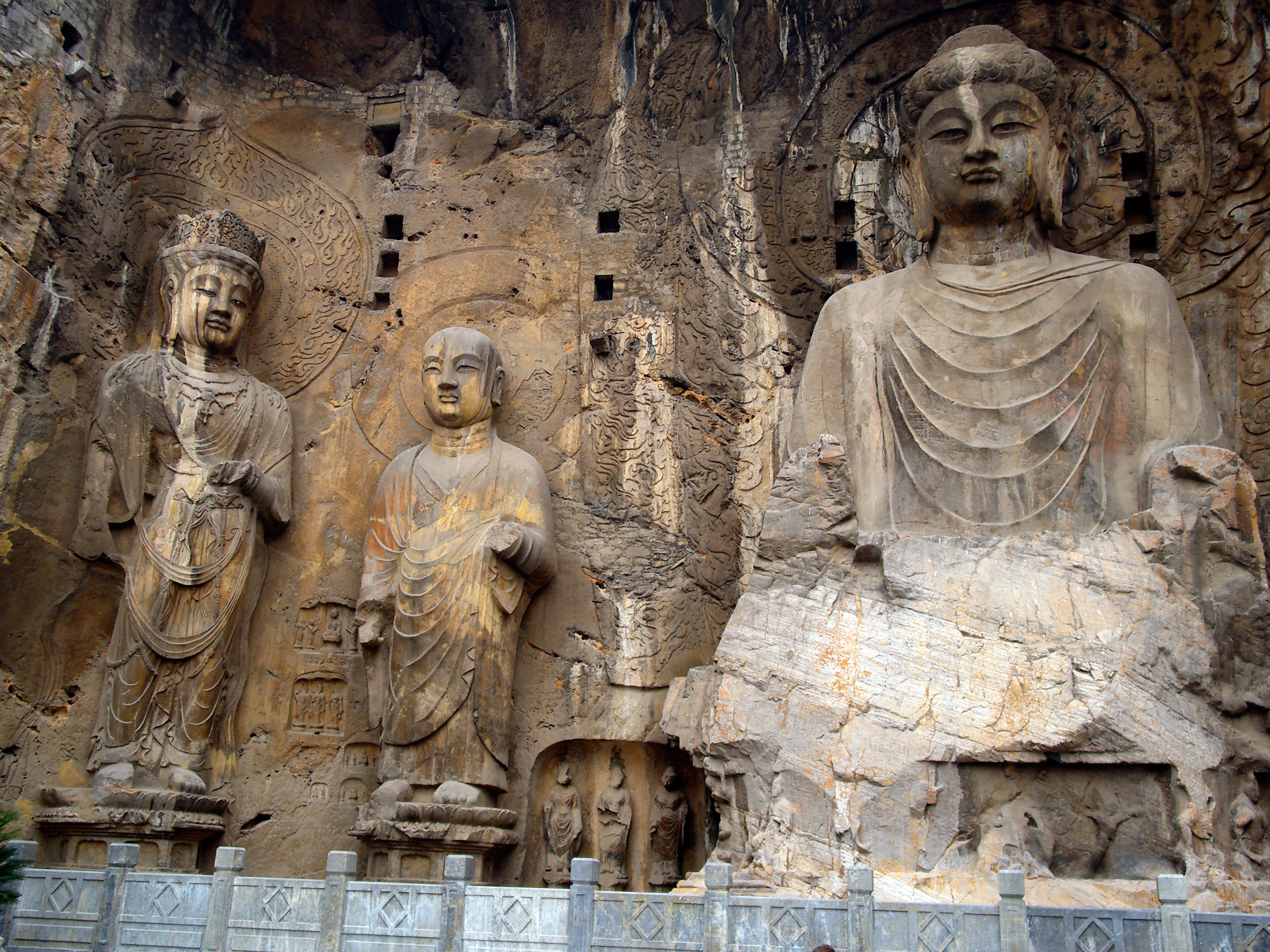
Buddha a bódhisattvové, skalní svatyně v Lung-men

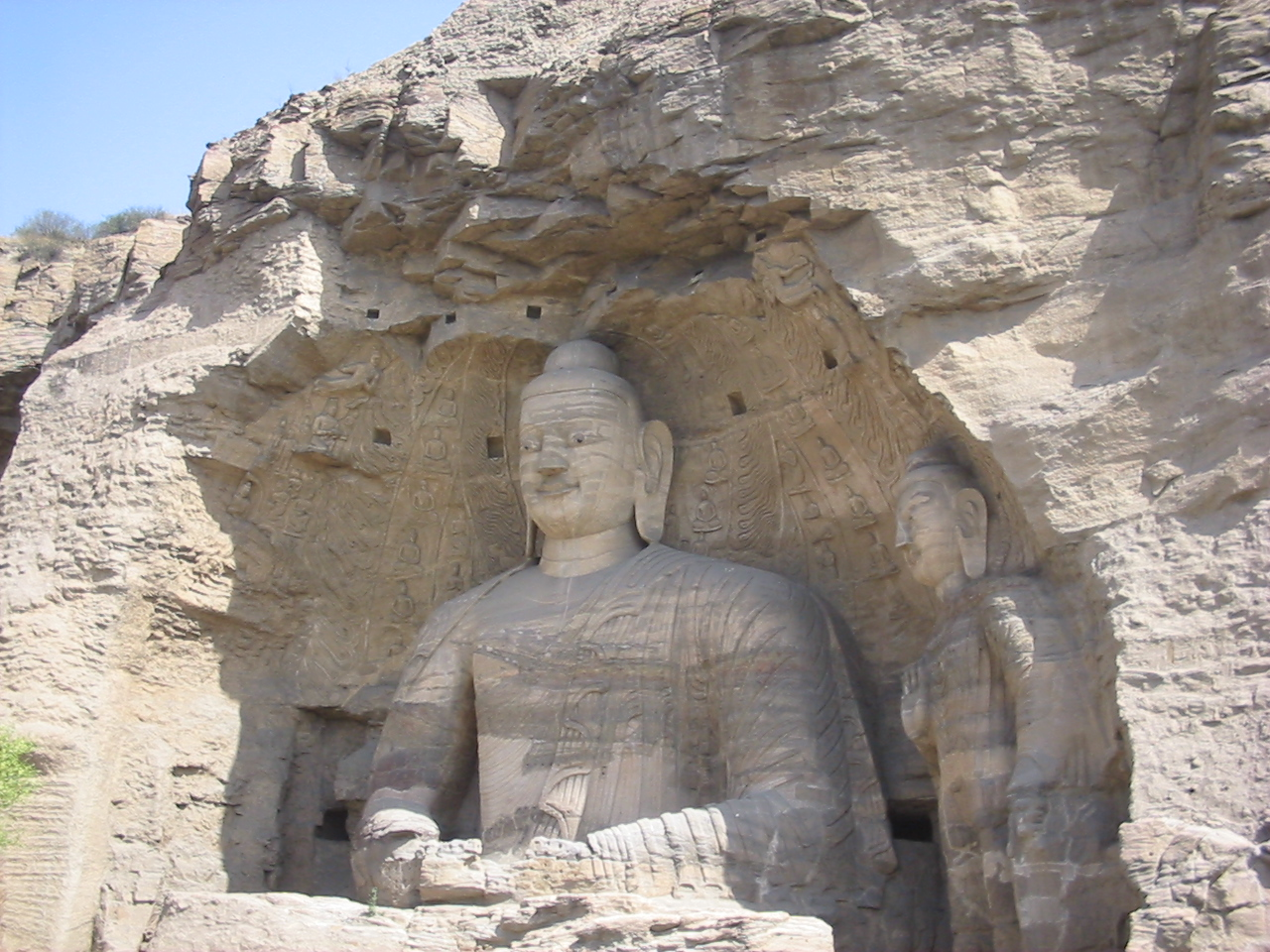
Buddha skalní svatyně v Yuangangu

Za hranicemi Indie prodělala mahájána velký rozvoj v Číně a Japonsku. Podle čínské tradice buddhismus přišel ve 2. století ze střední Asie a v roce 355 bylo Číňanům dovoleno vstupovat do sanghy.
Čtvrté století je dobou vznikání různých škol Pradžňápáramity. Vzniklo tehdy Šest domů a Sedm škol. Reprezentovaly zvláštní způsob interpretace pojmu šúnjata, vzniklé pod vlivem rozšířených učení neotaoismu blízkému k pojetí šúnjatá termínu wu. Byly to:
- 1. škola jevů
- 2. škola nahromadění zobrazení
- 3. škola iluzí
- 4. škola neexistující mysli
- 5. škola příčinné kombinace
- 6. škola základního ne – bytí
- 7. modifikovaná škola základního ne – bytí[11]

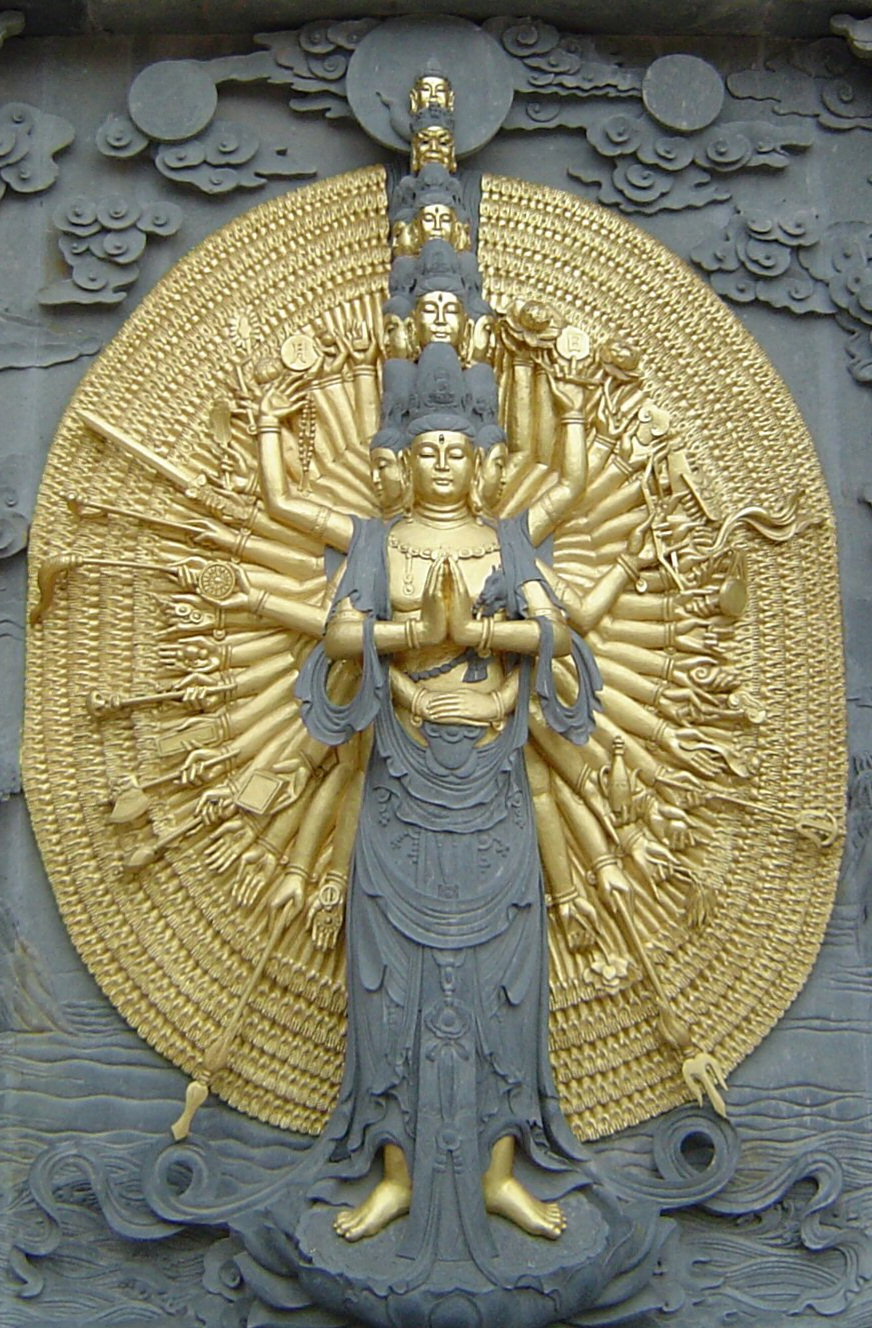
Bódhisattva Avalókitéšvara na čínské hoře Ťiou-chua-šan

Nejdůležitějším jejich reprezentantem byl Zhidun, zakladatel školy jevů, který vyložil novou interpretaci filozofického pojetí li.
Doba 5. století – 6. století byla příhodná pro buddhismus, který se rozšířil do celé Číny díky podpoře vládnoucích skupin. Byl to čas vzniku skalní svatyně v Yuangangu a Longmen. Kromě pronásledování v letech 446 a 574 – 577 se rozvoj buddhismu nezastavil Díky Lankávatára sútře, Maháparinirvána sútře, a Satjasiddhi vznikly školy;
- 1. Sanlun – „Škola tří traktátů“ je čínskou formou madhjamaky, za jejíhož zakladatele je považován Senglanga, a někdy i Kumaradžíva.
- 2. Satjasiddhi – „Škola dokonalé pravdy“ opírající se o učení sautantriků, která byla v 6. století nejdůležitějším směrem v čínském buddhismu.
- 3. Nirvána – tento název zahrnuje mnichy studující Maháparinirvána sútru.

### Čchan

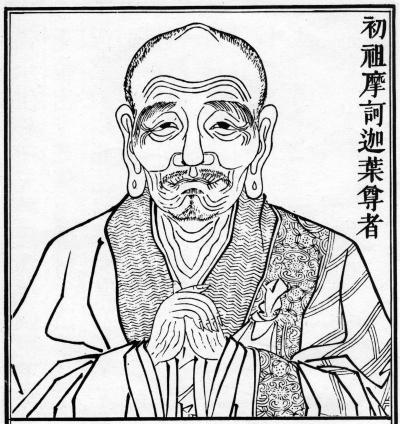
Mahákášjapa, první patriarcha Čchanu

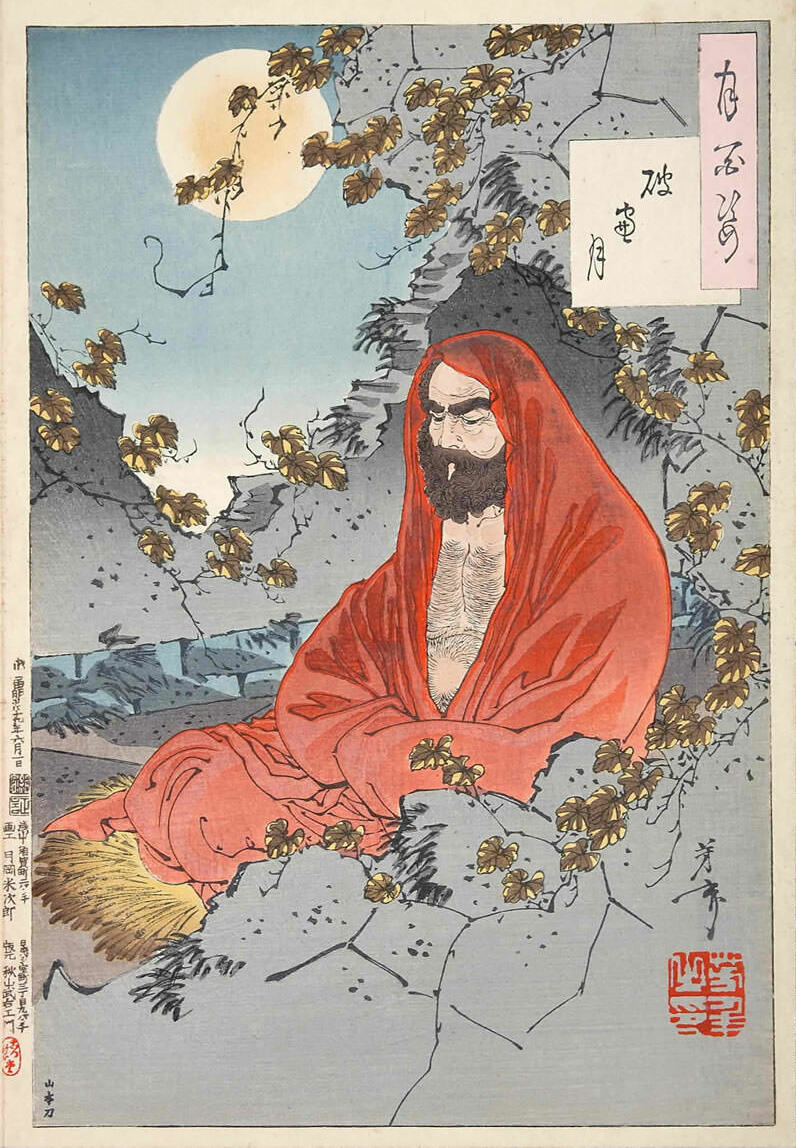
Bódhidharma, poslední indický patriarcha čchanu

Čínský buddhismus dosáhl svého největšího rozkvětu mezi 6.–10. stoletím. V tomto období se rozvíjely největší školy. První z nich je čchan (od čchana neboli dhjána – soustředění mysli). Čchan jako jedna ze škol buddhismu mahájány se rozvinula díky setkání Bódhidharmy, který byl zaměřen na praxi meditace s taoismem
Podle tradice tento ojedinělý odkaz mimo ortodoxních učení započal Buddha na Hoře supů. Tehdy beze slova zvedl ze země květ a pouze jeden jeho žák, Mahákášjapa, porozuměl v náhlém vhledu význam tohoto gesta, dokládaje tím porozumění nauk Buddhy. Buddha potvrdil jeho vhled a jmenoval ho prvním indickým patriarchou. Odkaz dharmy měl v Indii trvat až do 28 patriarchy, Bódhidharmy. Jelikož však chybí potvrzení, historici o tom pochybují, což však pro samotný čchan neboli zen nemá žádný význam, neboť čchan, jak o sobě prohlašuje, se zabývá výsledkem meditací a ne potvrzením dat a jmen.
Huineng (601 – 674), šestý patriarcha, založil jižní školu, od níž se vyvíjejí všechny linie tradice čchanu. Cílem čchanu nebo zenu, jak byl nazván v Japonsku, je poznání přirozenosti mysli. Bódhidharma, 28. patriarcha čchanu, ho charakterizoval ve čtyřech bodech takto:
- 1. ojedinělý odkaz mimo ortodoxní učení (kyoge – betsuden)
- 2. nezávislost na svatých textech (furyu – monji)
- 3. přímý zásah do srdce člověka (jikishi – ninshin)
- 4. navedení do poznání vlastní esence stavu buddhy[15]

Tato škola se vyznačovala velkou neortodoxností i v rámci čchanu. Zdůrazňovala učení o náhlém probuzení (tongo) a prioritu bezprostředního vhledu do přirozenosti mysli (kensho) před intelektuálními analýzami súter. Její největší rozvoj nastal v dynastii Tang a Song. V té době se objevilo mnoho mistrů, mezi nimi Mazu Daoyi (jap. Baso Doitsu), Zhaozhou Congshen (jap. Joshu Jushin), Linji Yixuan (jap. Rinzai Gigen) a jiní.
Druhá škola čchanu, pojmenovaná západní, pochází od Shenxiu, který učil postupnou stezku k probuzení (zengo). Prioritou bylo studování svatých textů, hlavně Lankávatára sútry, a důraz na indické tradice. Po několika pokoleních nakonec vyhasla. Jižní škola se zatím rozdělila na sedm směrů.
- 1. Sótó, pocházející od Dongshana Liangjie (jap. Tozan Ryokai)a jeho žáka Caoshana Benji (jap. Sozan Honjaku).
- 2. Ummon, pocházející od Yunmen Wenyana (jap. Ummon Bunen), vyhasla v 12. století.
- 3. Hogen, pocházející od Xuansha Shibei (jap. Gensha Shibi). Největším představitelem byl Fayan s 63 dharmickými nástupci. Tato škola byla známá v Číně i Koreji, ale nakonec vyhasla v páté generaci.
- 4. Igyo, pocházející od Guishan Lingyu (jap. Isan Reiyu) a jeho nástupce Yangshan Huiji, která používala 97 symbolů (mandal). V polovině 10. století se spojila se školou Rinzai.
- 5. Rinzai, pocházející od velikého mistra linie Yixuana (jap. Rinzai Gigen), druhá, která existuje dodnes (vedle školy sótó). Tato škola zdůrazňuje praxi kóanu – formulace ze súter, epizody ze života mistrů, praxe představivosti, nebo dialog mezi mistrem a žákem, který sahá za hranice intelektuálního rozumu. Tato škola se v 11. století rozpadla na:
- 6. Rinzai – Yogi, pocházející od Yangqi Fanghui (jap. Yogi Hoe), důležitější ze dvou podlinií. Z této linie pochází velký mistr zenu Mumon.
- 7. Rinzai – Oryo, pocházející od Huanglong Huinana (jap. Oryo). Eisai Zenji ji přinesl do Japonska, ale po několika pokoleních vyhasla.

Po vládě Song a smíšení se školou Čistá země za dynastie Ming čchan v Číně zanikl. Místo toho se rozvinul v Japonsku, kde ještě v 17. století vznikla škola Obaku pocházející od čínského mistra Yinyuan Longqi, jap. Ingen Ryuki. Je považována za vedlejší linii školy rinzai a v dnešní době má pouze jeden klášter a prakticky nemá žádný vliv.
Také v Japonsku začala škola Rinzai upadat, dokud ji nezreformoval její mistr Hakuin. Zen se v několika posledních desetiletích dostal do Evropy a USA a stal se tím jedním z nejpružnějších směrů buddhismu na západě.

### Huayan
Další velkou školou, která vznikla v přibližně stejném čase jako čchan, je huayan. Tento název pochází od čínského překladu Buddhávatamsaka-sútry. Její počátek je možné hledat u dvou mnichů, Dushuna a Zhijana, i když vlastním zakladatelem byl Fazang (643–712). Díky činnosti Chengguana (737–820) získala velký vliv a on sám byl později uznán za emanaci Mandžušrího. V roce 740 Shenxiang přinesl huayan do Japonska, kde se stala známou pod jménem Kegon. Základem této školy je přijetí zásady dharmadhátu, prostoru pronikajícího všechny jevy. Všechny dharmy jsou na sobě závislé. Všechny jsou také prázdné. Prázdnota a jevy sebou navzájem prostupují, takže každý jev je rovný všem ostatním. Charakteristickým znakem této školy je soustředění se na vztahy mezi fenoménem a ne-fenoménem a prázdnotou.

### Tiantai
Další z velkých škol je Tiantai, opírající se o učení Lotosové sútry. Její poslední úpravy provedl Zhiji (538 – 597). Tato škola považuje za svého prvního patriarchu Nágárdžunu. Používá metody meditace šine a la – ktong a podle vlastní metody pojmenované zhiguan používá Mudry a mandaly. Z pohledu všech možných stylů a metod vedoucích k probuzení přirozenosti mysli byla nazvána univerzální školou. V 9. století ji Saicho přinesl do Japonska, kde se pod jménem Tendai velmi rychle rozšířila.

### Škola Čistá země

Velká socha buddhy Amitábhy z 13. století, Kamakura, Japonsko.

Škola Čistá země je také nazývá škola lotosu. Založil ji v roce 402 Huiyua. Do Japonska ji později přinesl Honen. Stoupenci této školy za svůj cíl prohlašují spontánní narození v Sukhávatí. Její praxe spočívá v recitování jména buddhy Amitábhy, vizualizaci Sukhávatí a víře v pomoc buddhy. Z tohoto důvodu je také pojmenována škola víry nebo lehká cesta. Tanluan, jeden z jejích nejlepších představitelů hlásal, že v čase zániku buddhismu k dosažení probuzení nestačí vlastní úsilí, ale je nezbytná vnější pomoc buddhy Amitábhy. Mimo jiné, recitace jména buddhy Amitábhy udržuje mysl pod kontrolou. Nejvyšším stupněm praxe je kontemplace na buddhu Amitábhu jako nerozděleného od své vlastní přirozenosti mysli. Tyto metody také přijaly další školy buddhismu v Japonsku a Číně. Škola se opírá o sútru Amitábhy zvanou Sukhávatí vjúha a také o Amitájus−dhjána sútru. Největší počet stoupenců této školy je v Číně a Japonsku.
Díky velkému bohatství buddhistických klášterů a s tím souvisejícímu velkému vlivu došlo v roce 845 k jejich pronásledování. Kláštery byly rozpuštěny a mnichové a mnišky se museli vrátit do světského života. Mezi 10. století a 13. století se buddhismus začal mísit s konfucianismem a taoismem.
Svůj vliv si zachovaly pouze čchan a škola Čistá země. Za vlády dynastie Ming (14. století – 17. století) se spojily a buddhismus se charakterem přiblížil světskému stylu. Pozdější období nabralo směr vadžrajány. Komunistická Čína teoreticky udržovala zásadu svobody náboženství, ale po zemědělské reformě mniši ztratili svou obživu a po roce 1957 již prakticky nebyli žádní noví vysvěcováni. V roce 1953 vznikl čínský buddhistický svaz, jehož činnost byla omezena na předávání příkazů od vlády a její informování o činnosti buddhistů. Výsledkem kulturní revoluce
(1966–76) bylo zničení mnoha klášterů. Škola čchan a škola Čistá země přetrvaly na Tchaj-wanu, kde se mezi světskými lidmi rozvinul takzvaný lidový buddhismus – Zhaijiao (vegetariánské náboženství) s prvky taoismu a konfucianismu.

### Japonsko

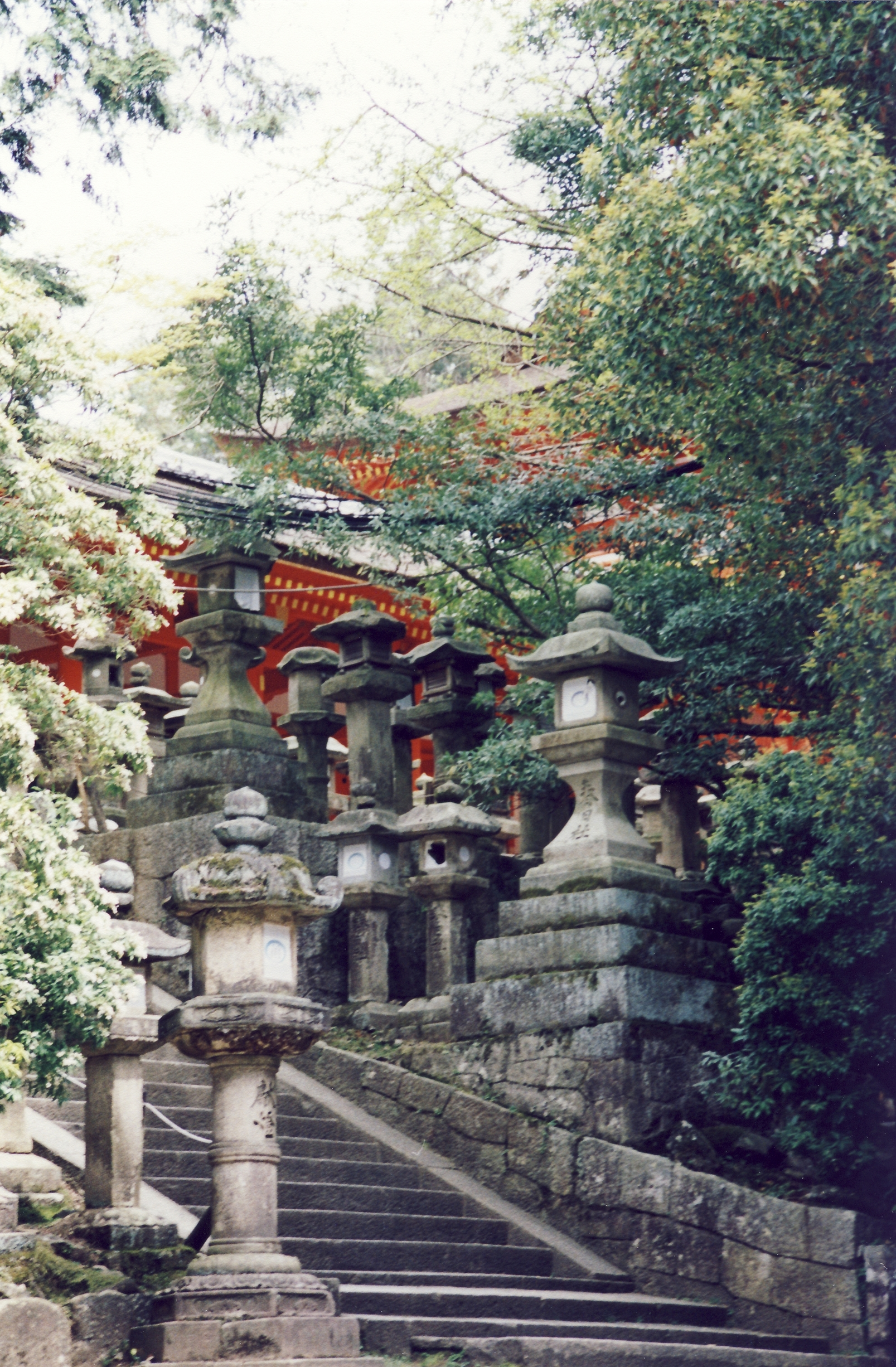
Nara

Buddhismus se do Japonska dostal v roce 522 z Koreje. Po počátečním odporu jej uznal císař Yomei 585 a za vlády prince Šótoku se stal oficiálním náboženstvím Japonska. Šótoku se stal známým svými komentáři k sútrám a založením známého kláštera ve městě Nara. V té době bylo do Japonska pozváno hodně čínských a korejských učitelů a největší popularitu získala škola Sanroh, kterou přinesl Korejec Ekvan v roce 625. Učení této školy bylo studováno z pohledu bodů důležitých k porozumění mahájány představiteli všech dalších škol.
Rychlý rozvoj buddhismu umožnil již v období Nara (710–794) zavedení šesti čínských škol známých v Japonsku jako:
- 1. Kuša – v Číně nejprve samostatná, později se stala součásti školy Faxiang.
- 2. Hossó – prodloužení Faxiang, přinesena mnichem Dosho (629–700).
- 3. Sanron.
- 4. Džódžicu – japonská forma školy Satjasiddhi, součást školy Sanron.
- 5. Ricu – pocházející z čínského Luzang, v roce 754 ji přinesl Jianzhen (Gandžin). Zdůrazňuje dodržování pravidel vinaja.
- 6. Kegon – pokračování Huayan, přinesl ji Shenxiang (jap. Shisho). Těšila se podpoře císaře Šómua (724–748), který chtěl vládnout Japonsku podle zásad politicky vysvětlené Avatansaka sútry.

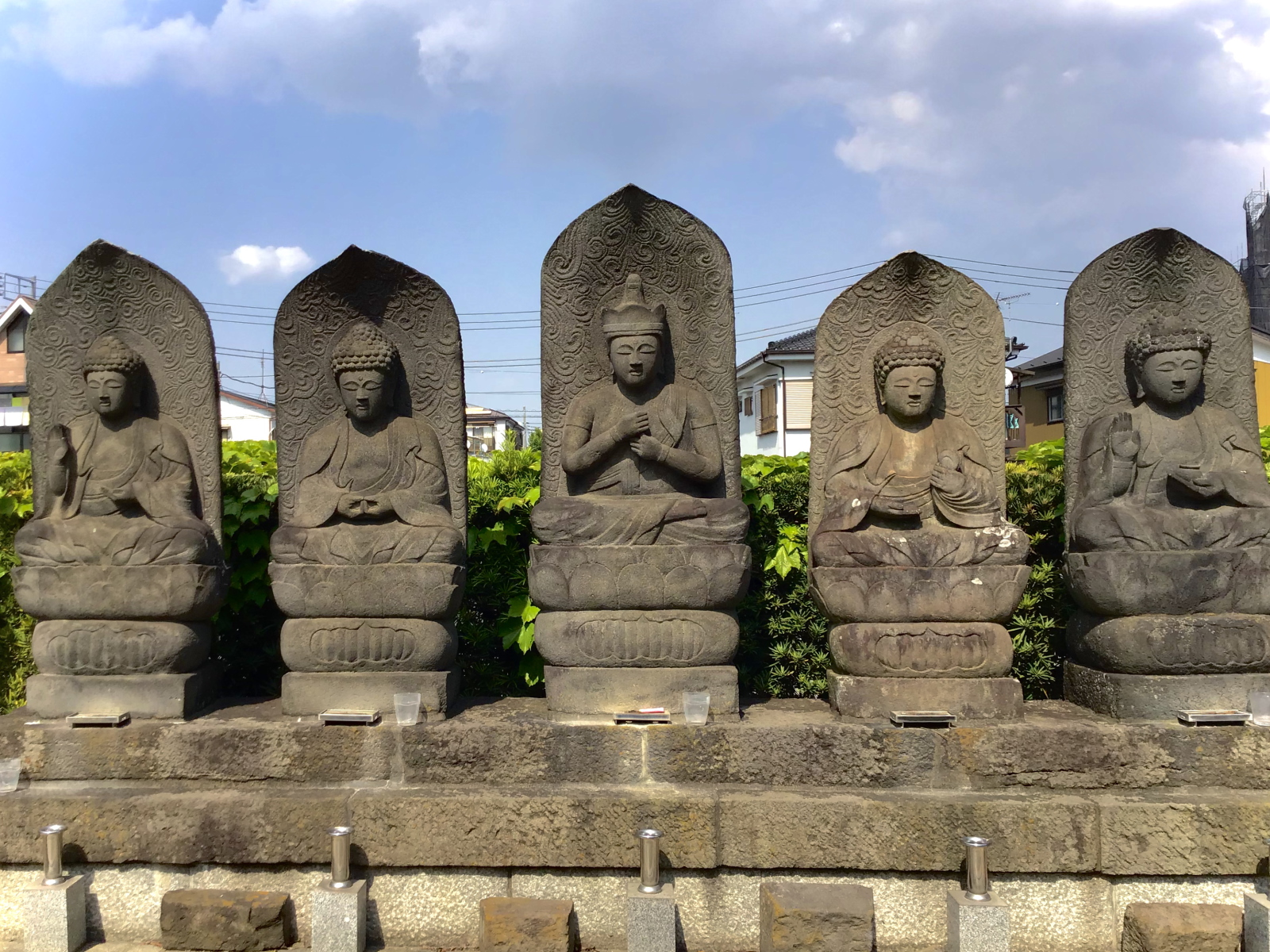
Pět tathagátů v areálu japonského kláštera v Tokiu

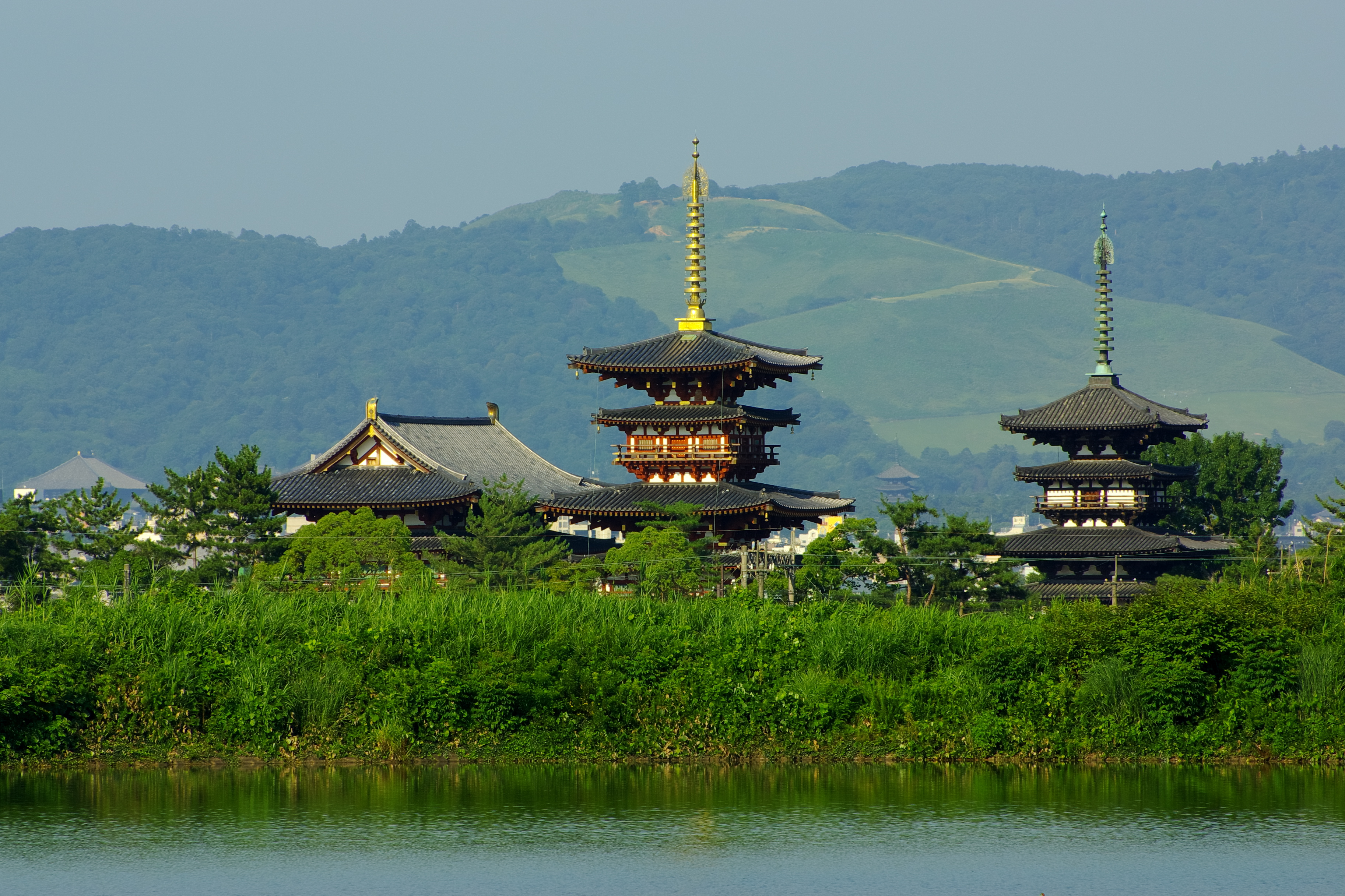
Jakušidži

V pozdějších letech období Heian (794–1184) se do popředí dostaly dvě školy. První byla Tendai, která je prodloužením čínské Tiantai, kterou přinesl v 8. století Saičó (Dengó daiši). V rámci této školy vznikly tři směry – Sanmon, Džimon a Šinsei. Poslední z nich byl zaměřen na vzdávání poct buddhovi Amitábhovi. Druhá škola byla Šingon, škola opravdového slova, prodloužení školy Mizong.
Od poloviny 10. století se začal v Japonsku rozvíjet amidismus, který se v období Kamakura přetvořil ve dvě školy:
- 1. Džódo, škola Čistá země, jejíž začátky sahají k Enninovi (793–864). Hlásá opakování jména buddhy Amitábhy, což byla v určité době součást praxe všech japonských škol. Vlastní školu Džódo založil Hónen. Z důvodu uznání svého učení za nejvyšší byl napadán představiteli jiných směrů. Praxe této školy spočívá v opakování mantry buddhy Amitábhy pro posílení jeho sliby a narození se v čisté zemi Sukhávatí.
- 2. Džódo-šin, (opravdová škola čisté země) nazývaná také škola Šin, jejím zakladatelem byl Šinran a organizátorem Rennjó. Podobně jako v Džódo je základem této praxe opakování mantry buddhy Amitábhy. Vedení školy je dědičné a skládá se ze světských praktikujících. V 18. století se rozpadla na dva směry, Ótani a Hongandži. V dnešní době je nejdůležitější školou buddhismu v Japonsku.

Od roku 1191 se datuje přítomnost tradice zen. Vedoucí pozici zaujímaly školy Sótó a Rinzai. V 18. století vznikla škola Ničiren (škola slunečního lotosu) se jménem odvozeným od jména svého zakladatele, která své učení opírala o Lotosovou sútru. Ničiren propagoval praxi opakování mantry Namu mjóho renge-kjó vyjadřující poklony Lotosové sútře. Škola Ničiren zdůrazňuje společensko-politický význam náboženství s charakteristickými nacionálními tendencemi a přáním vybudovat celosvětový pozemský stát Buddhy. Z původní školy se vynořilo plno nových směrů. Jeden z nich, Ničiren sho shu pocházející od Nikko, uznává Ničirena jako buddhu posledních časů. Škola Ničiren byla poslední, která vznikla v Japonsku, což souviselo s jejím povznesením na úroveň státního náboženství šintoismu. Určité stopy obnovy buddhismu jsou viditelné po druhé světové válce, kdy se objevilo mnoho laických stoupenců buddhismu.

### Korea

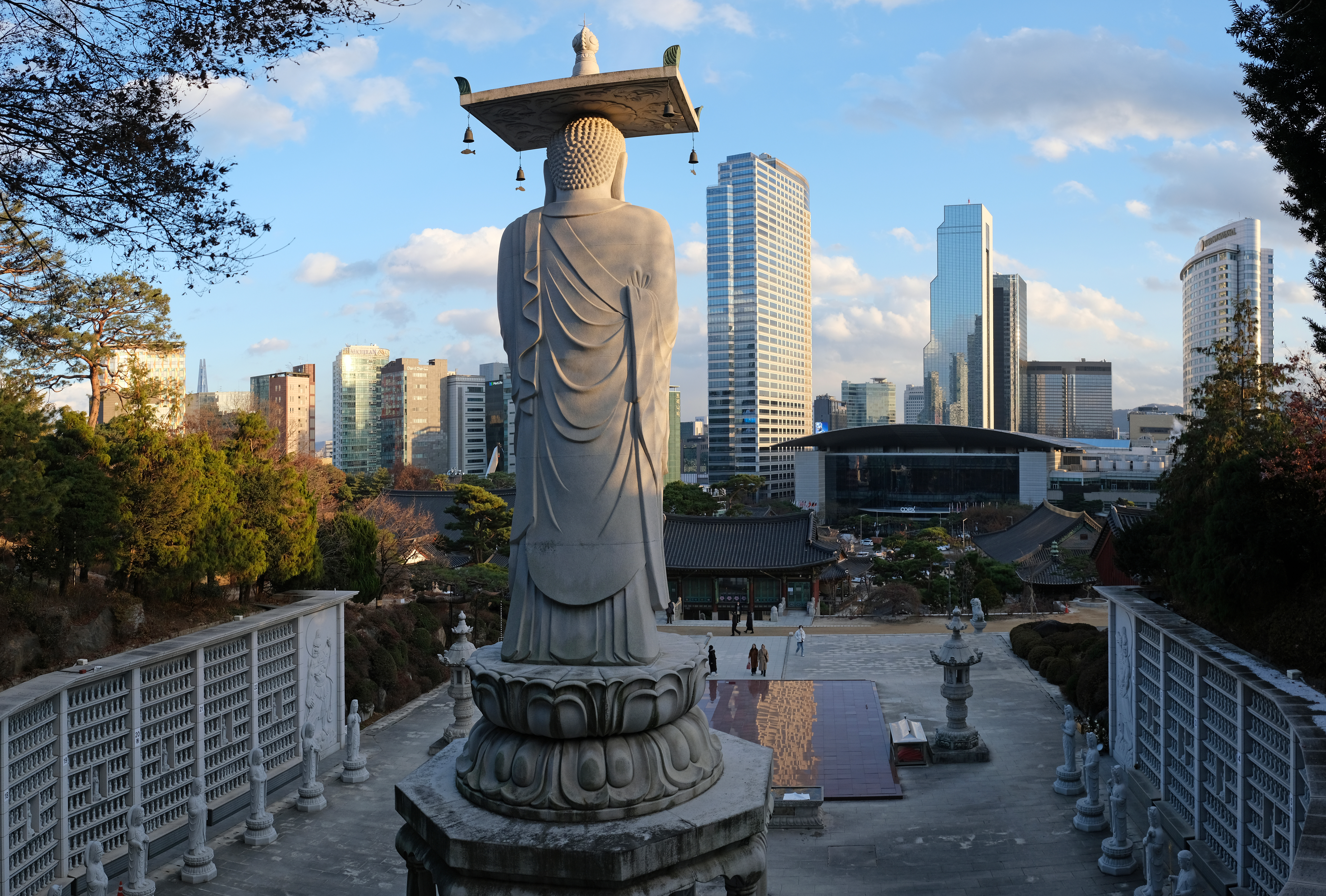
Bongeunsa

Do Koreje se buddhismus dostal z Číny ve 4. století a čas jeho rozvoje můžeme datovat mezi 6. a 9. století. V té době se sem dostaly všechny důležité školy čínského buddhismu, mezi nimi největší význam dosáhli čchan, Huayan a Mizong. V pozdějších letech, od 1392 do 1910, za dynastie Yi, byl uznán za oficiální náboženství konfucianismus a mniši se museli přesunout do hor. K novému rozvoji došlo teprve po druhé světové válce, když se objevily v buddhismu nové směry. Vznikl směr Von, který založil Soe Tae San, spojený s praxí bezčasového a mimo místního zenu. Neobsahuje obřady, mnichům Von je povoleno se ženit a stoupenci tohoto směru se snaží přiblížit buddhismus podmínkám současného života.
V dnešní době v Koreji nejsou větší rozdíly mezi učením různých škol, v klášterech jsou praktikována učení zen podle školy Rinzai, ale také opakování dháraní, jména buddhy Amitábhy, nebo se čtou sútry.

### Indonésie

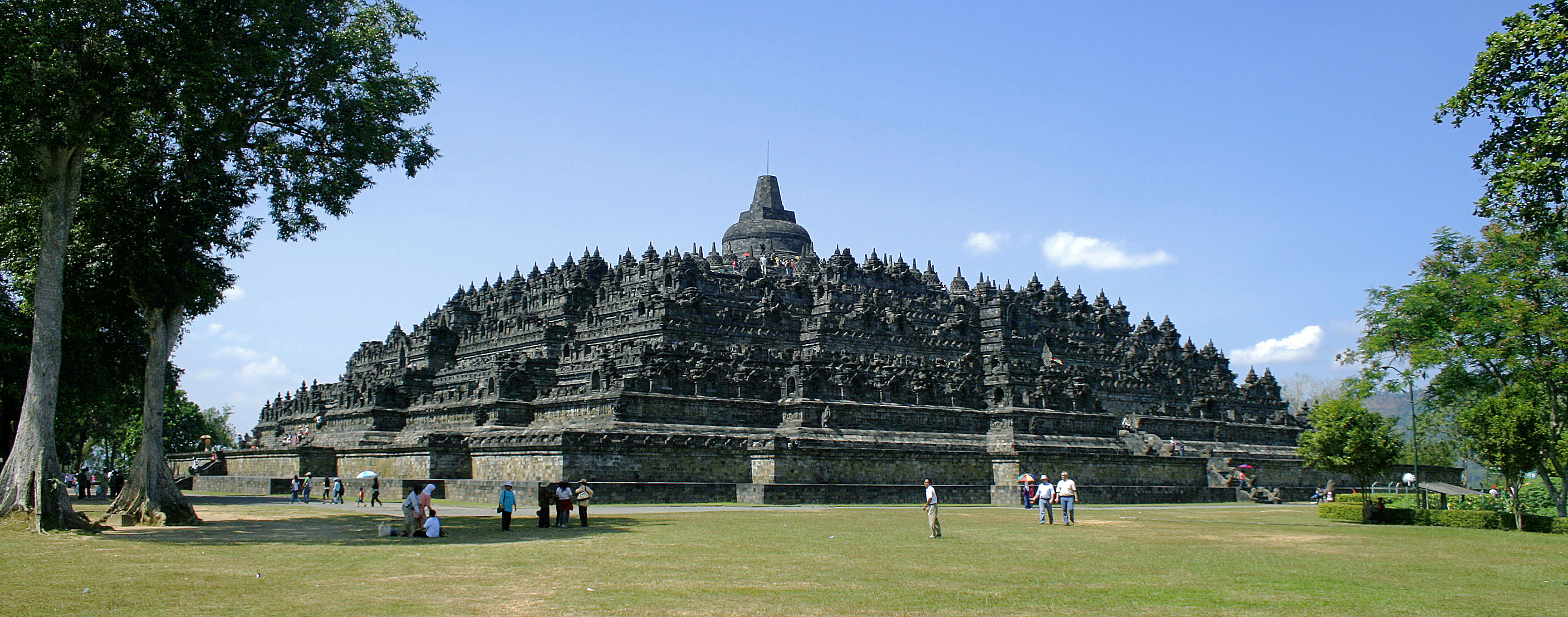
Borobudur

Mahájána má své místo také v Indonésii. Nejstarší stopy buddhismu jsou tady datovány do 3. století a 7. století. Jáva a Sumatra byly důležitými centry učení buddhismu mahájány. Stala se tu hlavním směrem, i když existovala také sangha hinajány. Největší rozvoj prožívala v 8. století, kdy byla vybudována velká stúpa v Borobuduru. Od 8. století do 15. století se začíná rozvíjet vadžrajána. Nápis z poloviny 14. století hlásá, že král Áditjavarman praktikoval učení Kálačakry a byl považován za inkarnaci Lókéšvary. Vlivem expanze islámu byl buddhismus nejprve na Sumatře a Jávě a poté v celé Indonésii zlikvidován. V dnešní době jsou buddhisté v této zemi většinou čínští vystěhovalci.

## Principy mahájány
Druhý a třetí cyklus učení Buddhy je pojmenován mahájána. Tato učení automaticky obsahují také nauky prvního cyklu neboli Čtyři pravdy ušlechtilých učení Hinajány a dnes Theravády. Stoupenci mahájány uznávají filozofický pohled dvou pravd. Nejprve dodržují sliby vlastního osvobození a postupují podobně jako šrávakové. Na tomto základě skládají sliby bódhisattvy neboli dosáhnutí stavu Buddhy pro dobro všech cítících bytostí. Po složení slibů bódhisattvy se je snaží postupně zapojovat do praxe, a to díky dodržování šesti páramit a čtyř přitahujících vlastností.

### Ideál bódhisattvy
Slovo bódhisattva má různé významy. Připisuje se tomu, kdo složil slib bódhisattvy, nebo se tak nazývají lidé, kteří ještě nesložili slib, ale s radostí pomáhají druhým. Podle tradice se však plný význam slova bódhisattva vztahuje pouze na ty jedince, kteří dosáhli bezprostředního porozumění prázdnoty a tím dosáhli prvního stupně bódhisattvy. Teprve po porozumění jednoty dvou pravd se praktikující stává opravdovým bódhisattvou.

### Meditace mahájány
Meditace v mahájáně se skládá ze třiceti sedmi vlastností, které lze shrnout v těchto bodech:
- motivace praktikovat pro dobro všech bytostí
- odevzdanost
- vytrvalost
- zájem o dharmu
- meditační soustředění
- čistý vhled

Proces rozvoje osoby praktikující mahájánu zahrnuje pět cest:
- Nahromadění
- Integrace
- Vhled
- Meditace
- Cesta ne učení se již více[22]

### Ovoce mahájány
Konečným cílem mahájány se stává stav Buddhy, takzvaný jedenáctý stupeň „Cesta ne učení se již více“, který se dosahuje po třech nezměrných kalpách. Tvrzení, že se tento rozvoj rozkládá na tři kalpy, neznamená, že to musí trvat tak dlouho – v tomto případě pojem kalpa neobsahuje přesný počet let. Kompletní rozvoj od cesty nahromadění až po desátý stupeň bódhisattvy se může dokonce uskutečnit během jednoho života, samozřejmě pod podmínkou, že se praxe uskutečňuje velice intenzivně a podle přesných instrukcí.